# Атаходжаев, Акбар Касымович
Акбар Касымович Атаходжаев (1926—1994) — узбекский советский физик-экспериментатор. Академик АН Узбекской ССР (1979), член-корреспондент АН Узбекской ССР (по состоянию на 1974). Ректор Самаркандского государственного университета им. Алишера Навои (1972—1985).

## Биография
Родился 31 декабря 1926 года в городе Туркестан. Окончил Самаркандский государственный университет.
С 1948 года, по окончании университета, заведующий консультационным пунктом, преподаватель педагогического института. С 1957 года преподаватель физики, доцент, заведующий кафедрой оптики, декан физического факультета Самаркандского государственного университета. С 1972 по 1985 годы — ректор Самаркандского государственного университета им. Алишера Навои.
Депутат Совета Союза Верховного Совета СССР 9-10 созывов (1974—1984) от Самаркандской области. В Верховный Совет 9 созыва избран от Самаркандского городского избирательного округа № 615 Самаркандской области; член Комиссии по народному образованию, науке и культуре Совета Союза.
Умер 5 сентября 1994 года.

## Научная деятельность
Работы А. К. Атаходжаева посвящены оптике и молекулярной физике. Им был разработан спектроскопический метод определения времени релаксации анизотропии жидкостей, применённый для изучения теплового движения молекул в жидкостях и растворах. Он установил, что вращательная подвижность молекул жидкости зависит не только от их размеров, как это предсказывается теорией, но и от их формы. Также им было найдено соотношение между быстротой трансляционных перескоков и переориентации молекул. Изучил образование комплексов в растворах красителей и проявление этих комплексообразований в электронных и колебательных спектрах молекул, обнаружил эффект обесцвечивания ксантеновых растворителей при растворении их в протонодонорных растворителях. В 1971—1972 годах, совместно с другими учёными, открыл новое явление — резкое изменение в форме линий рэлеевского рассеяния при приближении к критической точке расслаивания растворов.

### Автор
- Атахожаев А. К. Изучение теплового движения и межмолекулярного взаимодействия в жидкостях и растворах по уширению линии релеевского и комбинационного рассеяния и инфракрасного поглощения: Автореферат дис. на соискание учен. степени д-ра физ.-мат. наук. / Азербайдж. гос. ун-т им. С. М. Кирова. — Самарканд, 1968. — 35 с.
- Атаходжаев А. К. Спектроскопическое исследование вращательной подвижности молекул в жидкостях: Автореферат дис. на соискание учен. степени кандидата физ.-матем. наук / Ленингр. ордена Ленина гос. ун-т им. А. А. Жданова. — Ленинград, 1957. — 10 с.; 21 см.
- Атаходжаев А. К., Турсунов А. Т. Луч сортирует вещества. Ташкент: Фан, 1981. — 44 с. : ил.; 20 см.
- Атаходжаев А. К., Тухватуллин Ф. Х. Спектральное распределение интенсивности в крыле линии рассеяния жидкостей и растворов. Ташкент : Фан, 1981. — 123 с. : ил.; 22 см.

### Редактор
- Вопросы физики жидкостей и ядерной спектроскопии //Труды Самаркандского государственного университета имени Алишера Навои. Новая серия, № 223/ Отв. ред. проф. А. К. Атаходжаев. Самарканд: М-во высш. и сред. спец. образования УзССР, 1972. — 130 с. : ил.; 20 см.
- Исследования оптико-акустических свойств жидкостей и твердых тел: сб. науч. ст. / Редкол.: А. К. Атаходжаев (отв. ред.) и др. Самарканд : СамГУ, 1984. — 69 с. : ил.; 20 см.
- Исследование физических свойств конденсированных сред: Сб. науч. ст. / Редкол.: А. К. Атаходжаев (отв. ред.) и др. Самарканд : СамГУ, 1986. — 86 с. : ил.; 20 см.
- Оптико-акустические, электрические и магнитные исследования конденсированных сред : Сб. науч. тр. / Редкол.: А. К. Атаходжаев (отв. ред.) и др. Самарканд : СамГУ, 1982. — 148 с. : ил.; 20 см.

### О нём
- Акбар Касымович Атаходжаев. Материалы к биобиблиографии ученых Узбекистана/ АН УзССР, Самарк. гос. ун-т им. А. Навои, Фундам. б-ка; [Сост. Ф. Х. Тухватуллин и др. Ташкент: Фан, 1987. — 39,[1] с. : портр.; 20 см.

### Патенты
- Способ измерения коэффициента затухания упругих волн в материалах. Номер патента: 1408354. Авторы: Ахмеджанова М. М., Ахмеджанов Ф. Р., Атаходжаев А. К., Леманов В. В.